# 毛鱗駝背脂鯉
毛鱗駝背脂鯉（学名：Cyphocharax pinnilepis），為輻鰭魚綱脂鯉目脂鯉亞目無齒脂鯉科的其中一個種，分布於南美洲巴西Gongogi及Gavião河流域，體長可達10.1公分，棲息在河川中底層水域，生活習性不明。